# Кучерівка (Шосткинський район)
Куче́рівка — село в Україні, у Есманьській селищній громаді Шосткинського району Сумської області. Розташоване за 33 км від міста Глухова та за 12 км від автодороги Київ — Москва М02E101. Населення станом на 2001 рік становило 778 осіб. До 2020 орган місцевого самоврядування — Кучерівська сільська рада.

## Географія
Село Кучерівка знаходиться на березі річки Калинівка, нижче за течією примикає село Вишеньки. На річці велика загата. Поруч проходить залізниця, станція Клевень за 2 км.

## Історія
Кучерівка відома з першої половини XVII століття.
1859 у козацькому та власницькому селі налічувалося 206 дворів, мешкало 1762 особи (822 чоловічої статі та 940 — жіночої), була православна церква та завод винокуріння.
Станом на 1885 рік у колишньому державному та власницькому селі Есманської волості Глухівського повіту Чернігівської губернії, мешкало 1840 осіб, налічувалось 301 дворове господарство, існувала православна церква, школа, постоялий будинок, 2 водяні та 14 вітрових млинів, 2 крупорушки, завод винокуріння, сукновальня.
За переписом 1897 року кількість мешканців зросла до 2197 осіб (1039 чоловічої статі та 1158 — жіночої), з яких 2189 — православної віри.
З 1917 — у складі УНР, з квітня 1918 — у складі Української Держави Гетьмана Павла Скоропадського. З 1921 тут панує стабільний окупаційний режим комуністів, якому чинили опір місцеві мешканці.
Під час організованого радянською владою Голодомору 1932—1933 років померло щонайменше 238 жителів села.
12 червня 2020 року, відповідно до розпорядження Кабінету Міністрів України № 723-р «Про визначення адміністративних центрів та затвердження територій територіальних громад Сумської області», село увійшло до складу Есманьської селищної громади.
19 липня 2020 року, в результаті адміністративно-територіальної реформи та ліквідації Глухівського району, село увійшло до складу новоутвореного Шосткинського району.

#### Російське вторгнення в Україну (з 2022)
3 березня 2023 року о 13:35 з території РФ здійснено обстріл села зі ствольної артилерії. Зафіксовано 8 прильотів. Внаслідок обстрілу пошкоджено приватний житловий будинок.
11 серпня 2024 року село обстріляв агресор. Як повідомили в оперативному командуванні «Північ» зафіксовано 1 вибух, ймовірно КАБ.     

## Населення
За даними на 1973 рік у Кучерівці було 449 дворів, а населення становило 1621 особу.
| 1859  | 1885  | 1897  | 1973  | 1980  | 2001 |
| ----- | ----- | ----- | ----- | ----- | ---- |
| 1 762 | 1 840 | 2 197 | 1 621 | 1 082 | 778  |
|       | ▲     | ▲     | ▼     | ▼     | ▼    |

### Мова
Розподіл населення за рідною мовою за даними перепису 2001 року:
| Мова       | Кількість | Відсоток |
| ---------- | --------- | -------- |
| українська | 755       | 97.04%   |
| російська  | 23        | 2.96%    |
| Усього     | 778       | 100%     |

### Відомі уродженці
- Аммосов Володимир Михайлович (1871—1918) — шляхтич, голова Глухівської повітової земської управи (1901—1908), Глухівський міський голова (1914—1917).
- Гречаник Олексій Михайлович— український військовик, учасник російсько-української війни[12][13].
- Єременко Володимир Олексійович (1962—2022) — старший сержант Збройних сил України, учасник російсько-української війни, що загинув у ході російського вторгнення в Україну в 2022 році.

## Соціальна сфера
У селі є середня школа, будинок культури з залом на 450 місць, бібліотека, фельдшерсько-акушерський пункт, дитсадок, відділення зв'язку.

## Пам'ятки
В Кучерівці встановлено пам'ятник на честь радянських воїнів, які загинули в бою за визволення села від гітлерівців.